# The Persistence of Chaos
The Persistence of Chaos (Deutsch: Die Beharrlichkeit des Chaos) ist ein Kunstobjekt in Form eines vireninfizierten Laptops des chinesischen Künstlers Guo O Dong.

## Werkbeschreibung und Rezeption
Als technische Grundlage diente ein Samsung NC10 Netbook aus dem Jahr 2008. Dieser Rechner ist mit dem Betriebssystem Windows XP ausgestattet und wurde bewusst mit den größten Viren und Schadprogrammen der Geschichte des Computers infiziert.
Der Laptop wurde mittels eigener Website des Künstlers vermarktet und wurde als Kunstwerk für einen Preis von 1.345.000 Dollar versteigert. Dies führte zu einer weltweiten Berichterstattung.